# Li Chengpeng
Li Chengpeng (chinesisch: 李承鹏; Pinyin: Lǐ Chéngpéng) (geboren am 22. September 1968) ist ein bedeutender Schriftsteller und Sozialkritiker in der Volksrepublik China. In China für seine Reportagen und Sozialkommentare bekannt, hatte Lis Sina-Weibo-Blog beinahe über sieben Millionen Anhänger, ist jetzt jedoch offline. Li machte im Jahr 2011 international Schlagzeilen, als er verkündete, dass er in seiner Heimatstadt Chengdu, Provinz Sichuan ein politisches Amt als unabhängiger Kandidat anstreben wolle. Obwohl nicht illegal, stellte die Entscheidung einen seltenen und mutigen Schritt in einem Land dar, in dem Kandidaten für politische Ämter typischerweise von der Kommunistischen Partei Chinas ernannt werden.

## Karriere
Li, mit dem Spitznamen „Li Da Yan“ (Li mit großen Augen), machte 1990 an der Normal University in Sichuan seinen Baccalaureus in Chinesisch und Literatur. Anschließend begann er seine Karriere als Journalist. 2005 war Li Ko-Autor des Buches Chinese Soccer: The Inside Story, das die weitverbreiteten Spielmanipulationen dokumentierte, in die Trainer, Spieler, Schiedsrichter und Beamte involviert waren. Im Buch wird beschrieben, dass fast jeder professionelle chinesische Fußballspieler unterschiedlichem Druck und Zwang durch Spiel-Syndikate ausgesetzt ist, um Spiele zu manipulieren. Dem Diplomat gegenüber sagte Li 2009, dass seine Berichterstattung über das Problem ständig anonyme Drohungen gegen ihn und seine Familie verursacht habe. Beispielsweise erhielt er Mitteilungen, die in aufforderten „besser auf seine Familie aufzupassen“. Einmal fürchtete er sich so vor der Polizei, dass er sich einige Wochen lang jeden Abend ein anderes Hotelzimmer nahm und sich dafür ID-Karten von Freunden lieh.
Sein Ruf wuchs im Anschluss an das Erdbeben in Sichuan 2008 an. Nachdem er die Erdstöße in seiner Wohnung in Chengdu selbst erlebt hatte, entschloss sich Li, die Rettungsmaßnahmen in den am stärksten betroffenen Gebieten zu unterstützen. Er reiste als Freiwilliger zum Erdbebengebiet in Sichuan und schrieb anschließend den Artikel „Die wahre Geschichte des wundersamen Überlebens der Schüler und Lehrer der Longhan Volksschule in Beichuan“. In diesem Artikel kritisierte Li die lokalen Beamten und Baufirmen, die minderwertige Baumaterialien verwendet hatten, was später zu einem großen Skandal in China führte. Da seine Beliebtheit zunahm, wurde es für Li zunehmend schwieriger, lange Zeit eine feste Arbeit anzunehmen. Schließlich hörte er mit dem Journalismus auf und kehrte nach Chengdu zurück. Dem Diplomat gegenüber erklärte Li, dass es leichter sei, die Wahrheit als Fiktion zu veröffentlichen.
2011 veröffentlichte Li den Roman Li Kele Protests Demolitions, der einen kritischen Blick auf erzwungene Zerstörungen in China warf.
Im gleichen Jahr kündigte Li an, er würde sich als unabhängiger Kandidat für den Nationalen Volkskongress des Distrikts Wuhou, Chengdu aufstellen. Doch obwohl die Verfassung Chinas das Recht aller Bürger zu wählen und sich für die Kommunalwahl aufstellen zu lassen, ab dem Alter von 18 Jahren schützt, werden diese Positionen in der Regel durch Kandidaten besetzt, die von der Kommunistischen Partei ausgewählt werden. Diese Mandatsträger haben jedoch nur wenig Einfluss, um politische Entscheidungen zu beeinflussen. Personen, die als unabhängige oder selbstnominierte Kandidaten aufzutreten versuchen, werden manchmal mit unangenehmen Konsequenzen konfrontiert. So folgte auf Lis Selbstnominierung eine Erklärung auf Xinhua News, dass es so etwas wie einen „unabhängigen Kandidaten“ nicht gäbe, da dies vom Gesetz nicht anerkannt worden sei. Ungeachtet dieser Veröffentlichung unterstützen eine Reihe prominenter kultureller Persönlichkeiten, Schriftsteller und Akademiker Lis Kandidatur, unter anderem der Blogger Han Han, der Filmregisseur Feng Xiaogang und die Rechtswissenschaftler Yu Jianrong und He Weifang.
Am 9. Juli 2014 berichtete die New York Times, dass Lis Sina-Weibo-Blog, der 7,4 Millionen Follower hatte, verschwunden sei. Während eines Telefonats mit Li in Chengdu, äußerte dieser, dass er nicht genau wisse, warum der Blog gesperrt wurde, doch involviere diese Art des „Mundtot-Machens“ eine Reihe von Problemen.